# ローレン・ブッシュ
ローレン・ブッシュ（Lauren Bush 1984年6月25日-）は、アメリカ合衆国のモデル。

## 生い立ちと学歴
ローレン・ブッシュ（以下、ローレン）は、テキサス州ヒューストンに生まれた。キンケード高校（妹のアシュリーも現在在学中）に通った後、パーソンズ・ザ・ニュー・スクール・フォー・デザインとセントラル・セント・マーチンズ・カレッジ・オブ・アート・アンド・デザインでファッション、デザインを学んだ。2006年には、プリンストン大学（人類学専攻）を卒業した。ローレンは、アイビー・クラブとプリンストン大学イーティング・クラブの会員である。また、ベジタリアンとして知られている。
ローレンの父は、実業家のニール・ブッシュ。ニールの父が第41代大統領ジョージ・H・W・ブッシュで、兄が第43代大統領のジョージ・W・ブッシュであり、ローレンは、各大統領の、それぞれ孫・姪に当たる。
母は、シャロン・スミス。ニールとシャロンが2003年に離婚した後は、マリア・ブッシュが継母となった。

## キャリア

### ファッションモデル
ローレンは、エリート・モデル・マネジメント社と契約し、モデルとなった。『ヴォーグ』誌や『ヴァニティ・フェア』誌の表紙で特集され、また、アバクロンビー&フィッチのトミー・ヒルフィガーやガイ・マッティオーロ、アイザック・ミッツィラヒ等のデザイナーのモデルとして度々起用された。現在は、パリス・ヒルトンやオルセン姉妹と並ぶ人気セレブリティ。

### その他
2000年、パリ、ホテル・デ・クリオンでの舞踏会で、騒ぎを起こしたことがある。また2005年、国際連合世界食糧計画合衆国親善大使としてチャドを訪れた。

## 私生活
これまで、パレスチナ系アメリカ人タマー・カドゥミや、ユダヤ系イギリス人冒険家・環境活動家デイヴィッド・メイアー・ド・ロスチャイルドと交際していた。
2001年には、ウィリアム王子とEメールの交換をしたとの噂があったが、ローレンは、強く否定した。
2011年9月4日、コロラド州リッジウェイで、ラルフ・ローレンの次男デヴィッド・ローレンと結婚した。現在2児の母。